# Mbeya (regija)
Mbeya je jedna od 30 regija u Tanzaniji. Središte regije je u gradu Mbeyu.

## Zemljopis
Regija Singida nalazi se u jugozapadnoj Tanzaniji, prostire se na 60.350 km². Susjedne tanzanijske regije su Rukwa na zapadu, Tabora na sjeveru, Singida na sjeveroistoku i Iringa istoku.

## Stanovništvo
Prema popisu stanovništva iz 2002. godine u regiji živi 2.070.046 stanovnika dok je prosječna gustoća naseljenosti 34 stanovnika na km².

## Podjela
Regija je podjeljena na osam distrikta:  Chunya, Mbarali, Mbozi, Rungwe, Kyela, Ileje, Mbeya Urban i Mbeya Rural.